# Tenthredo eburneifrons
Tenthredo eburneifrons är en stekelart som beskrevs av William Forsell Kirby 1882. Tenthredo eburneifrons ingår i släktet Tenthredo, och familjen bladsteklar. Arten har ej påträffats i Sverige.